# Непеталактон
Непеталактон — органическое соединение, монотерпеноидный лактон, один из основных компонентов эфирного масла котовника кошачьего Nepeta cataria («кошачьей мяты»).

## История открытия
В обычных условиях летучее вещество. В 1941-1942 годах в отделе фармацевтической химии в Висконсине проводился поиск вещества котовника кошачьего, привлекающего кошачьих. При перегонке растительного сырья с паром было выделено около 0,3 % летучего пахнущего масла, 80 % которого растворялось в щёлочи, а после подкисления образовавшегося раствора — кристаллическая непеталовая кислота, не имеющая запаха. В нерастворимой фракции были непеталактон, непеталовый ангидрид, кариофиллен. Исследования проводились под руководством Мак-Ильвейна. Действие веществ испытывалось на 7 взрослых африканских львах и львицах и 3 львятах в Медисонском зоопарке, они прореагировали как на кошачью мяту только на непеталактон идентично домашним кошкам, проигнорировав все остальные полученные вещества. В 1954 году Мейнвалдом была доказана структурная формула непеталактона.
Опыт изучения и открытия формулы непеталактона в дальнейшем помогло в определении формулы иридомирмецина и изоиридомирмицина, при окислении которых образуются непеталиновые кислоты, образующиеся и при гидролизе и окислении непеталактона.

## Описание
Непеталактон является иридоидом — монотерпеновым циклопентанпираном, кислород пиранового цикла входит в лактонную группу непеталактона. Молекула непеталактона содержит три хиральных центра, поэтому может существовать в нескольких стереоизомерных конфигурациях из которых наиболее распространены:
- 4а(α-),7(α-),7а(α-)-непеталактон, цис-транс-форма (непеталактон)[4]

- 4а(β-),7(α-),7а(α-)-непеталактон, транс-цис-форма (эпинепеталактон)[5]

Конфигурации хиральных центров были определены при окислении пиранового цикла непеталактона с образованием непетовой (3-метилциклопентан-1,2-дикарбоновой) кислоты.
В эфирном масле котовника содержится ~77 % непеталактона в виде смеси цис-транс- и транс-цис- изомеров с преобладанием цис-транс-изомера (70-99 %).
В эфирных маслах растений рода Nepeta содержится также неонепеталактон — изомер непеталактона, отличающийся расположением двойной связи:
В биосинтезе непеталактонов в растениях участвуют иридоидсинтаза и NEPS-ферменты.

## Непеталактон и насекомые
Непеталактон обладает репеллентным действием на некоторых насекомых, в частности на комаров. По данным исследования середины XX века, он действовал на 17 видов насекомых. Это действие, сравнимое с ДЭТА, опосредовано избирательным видоспецифичным действием непеталактона на ионные каналы TRPA1 некоторых насекомых, не воздействуют на аналогичный ионный канал человека.

## Непеталактон и кошки
От запаха котовника кошачьего у представителей семейства кошачьих наблюдается нестандартное однотипное поведение разной степени выраженности у разных видов и внутри одного и того же вида, обусловленное их эндорфинами. Выявлено, что за это ответственен непеталактон, содержащийся в растении. При этом механизм и причина возникновения такого поведения до конца не выявлены. Предположительно они обусловлены либо непосредственно наркотическим действием на них, либо напоминают запах феромонов присущих им, либо служат своеобразным репеллентом.
Аналогичное действие оказывает и непеталактол содержащийся к примеру в мататаби. Такой эффект присущ ещё жимолости татарской, валериане лекарственной, акалифе индийской и обусловлен химическими соединениями в них содержащимися, к примеру актинидином, предположительно из-за напоминания запахом непеталактон.

## Механизм воздействия
Воздействие непеталактона или непеталактола на обонятельные рецепторы представителей семейства кошачьих вызывает выделение β-эндорфина в кровь; этот эндорфин, в свою очередь, активирует µ-опиоидные рецепторы как агонист, действуя подобно морфину или другим опиоидам. Известно, что налоксон, антагонист µ-опиоидных рецепторов, блокирует действие непеталактона и непеталактола у домашних кошек, что подтверждает этот механизм действия, связанный с эндорфином. Повторное воздействие непеталактонов или непеталактолов не вызывает опиоидной абстиненции у представителей семейства кошачьих, вероятно потому, что секреция эндогенного β-эндорфина находится под контролем. В исследованиях низкого качества было показано, что (цис,транс)- и (транс,цис)-непеталактоны действуют как аттрактанты на домашних кошек. В кошачьей мяте, например, встречаются оба изомера, но основным является (цис,транс)-изомер.

## Эффекты
Две трети взрослых домашних кошек после контакта с источником непеталактона начинают его лизать, нюхать, есть, царапать или переворачивать. Они также могут начать бить лапами, трясти головой, тереть щеки, вылизывать себя или издавать вокальные звуки. Около трети взрослых кошек реагируют на непеталактон более пассивно: они могут принять позу, похожую на позу сфинкса, снизить мяуканье или уменьшить подвижность. Аналогичное действие непеталактона наблюдается и у других представителей семейства кошачьих.

## Продолжительность и вариабельность эффекта.
Непеталактоны действуют на домашних кошек через слизистую оболочку носа. Пероральное проглатывание не оказывает никакого воздействия.[5] Они вызывают заметные поведенческие эффекты примерно у двух третей взрослых кошек. Однако, вероятно, все кошки подвержены их воздействию, но у одной трети взрослых кошек эффект менее заметен. Непеталактоны не оказывают заметного влияния на котят, возраст которых не превышает трех месяцев. Их действие также менее выражено у кастрированных кошек по сравнению с некастрированными, но не значительно.
Действие непеталактона у домашних кошек начинается быстро и продолжается в течение 5-15 минут. После воздействия у кошек развивается толерантность к непеталактону. Толерантность сохраняется в течение нескольких часов.
Львы (Panthera leo) и ягуары (Panthera onca) чувствительны к непеталактону. Их действие может продолжаться в них до 60 минут. Непеталактоны также действуют на леопардов (Panthera pardus). Непеталактоны НЕ действуют на тигров (Panthera tigris), рысей (Lynx rufus), пум (Puma concolor) и онциллов (Leopardus tigrinus).